# Национальный банк Грузии
Национальный банк Грузии (груз. საქართველოს ეროვნული ბანკი) — центральный банк Грузии. Национальный банк Грузии был создан на основе Грузинского республиканского банка Государственного банка СССР в 1991 году.

## История

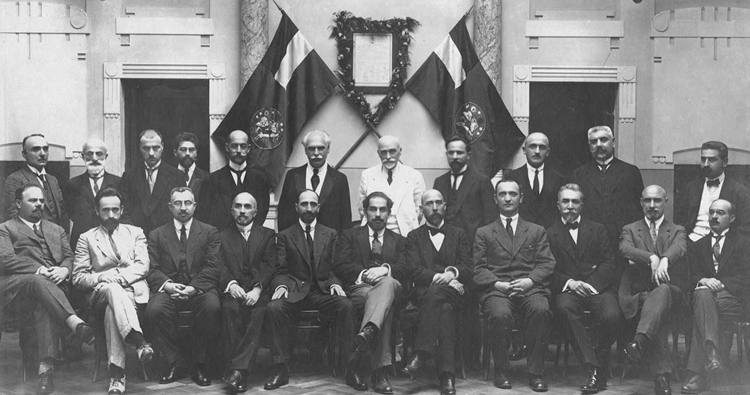
Члены правления Госбанка Грузии на его открытии. Я. Лордкипанидзе — 4-й слева в первом ряду. 5-й — первый министр-председатель правительства Грузинской Демократической Республики Ной Рамишвили. 1919 г.

Национальный банк Грузии был основан в 1919 году. Его первым управляющим был Ясон Лордкипанидзе, возглавлявший банк с 1919 по 1924 год.
В 1991 году, после распада Советского Союза, регулятор начал функционировать как независимый институт. Тогда решением Верховного Совета Грузии на основе советской финансово-кредитной структуры был учреждён Национальный банк Грузии.
Официально независимый Грузинский центральный банк был создан в августе 1991 года, на основе принятого Закона «О Национальном банке Грузинской Республики». Тогда же был принят Закон «О денежно-кредитном регулировании в Республике Грузия», определивший основные аспекты деятельности Центрального банка в сфере монетарной политики.
Сегодняшний статус Национального банка определён Конституцией Грузии. Согласно 68-й статье Конституции, Национальный банк независим в своей деятельности. Права и обязанности Национального банка, порядок его деятельности и гарантия независимости определяются органическим Законом «О Национальном банке», принятым Парламентом Грузии 23 июня 1995 года.

## Статус
Статус Национального банка определён Конституцией Грузии. Согласно 68-й статье Конституции, Национальный банк независим в своей деятельности.
Согласно статье 1-й Органического закона Грузии «О Национальном банке Грузии», учредителем регулятора является высший представительный орган (парламент) страны.
Национальный банк свободен от вмешательства исполнительной власти и Парламента Грузии, который ежегодно утверждает основные направления денежно-кредитной и валютной политики.

## Права и обязанности
Права и обязанности Национального банка определяются законом «О Национальном банке», принятым Парламентом Грузии 23 июня 1995 года.
Основные права и обязанности:
- осуществление денежно-кредитной и валютной политики,
- осуществление банковского надзора,
- осуществление управления монетарным и финансовым секторами,
- поддержка покупательной способности национальной валюты и стабильности цен,
- обеспечение эффективного функционирования денежно-кредитной системы,
- взаимодействие с национальными банками других стран[4].